# (65750) 1993 UV2
1993 يو في 2 (ويعرف أيضًا باسم (65750) 1993 يو في 2 وفق تسمية الكوكب الصغير) (بالإنجليزية: 1993 UV2)‏ هو كويكب ضمن حزام الكويكبات؛ وترتيبه 65750 من حيث الاكتشاف.
اكتُشف هذا الجُرم الفلكي بواسطة روبرت إتش ماكنوت في 20 أكتوبر 1993.

## وصلات خارجية
- (65750) 1993 UV2 في قاعدة بيانات مختبر الدفع النفاث لأجرام النظام الشمسي الصغيرة

- الاكتشاف · مخطط المدار ·  العناصر المدارية · المعلمات المادية

- (65750) 1993 UV2 على موقع ويكي سكاي: DSS2, SDSS, GALEX, IRAS, Hydrogen α, X-Ray, Astrophoto, Sky Map, Articles and images